# مونتايون
مونتايون هي بلدية (بلدية) في مدينة فلورنسا الحضرية في منطقة توسكانا الإيطالية ، وتقع على بعد حوالي 35 كيلومتر (22 ميل) جنوب غرب فلورنسا .

## تاريخ
و كان فرازيوني فيليكايا نقطة انطلاق أنطونيو دا فيليكاجا لغزو بيزا من قبل جيش فلورنسا في عام 1509 .

## المعالم السياحية الرئيسية
- تضم كنيسة سان ريجولو مادونا ديل بونكونسيليو بواسطة قيدوا دا قراتسيانو (أواخر القرن الثالث عشر)
- كنيسة ودير سان فيفالدو. تنسب أعمال الكنيسة إلى جيوفاني ديلا روبيا وبينيديتو بوجليوني ورافايلينو ديل جاربو وأندريا سانسوفينو
- تشمل القلاع ما يلي:
  - ايانو
  - كامبورينا ، دمرها فلورنسا عام 1329.
  - فيجنال
  - بتوصيلهم ، الآن فيلا أرستقراطية
  - التين ، المعروف من القرن الثاني عشر. وهي مملوكة لعائلة فيليكاجا.
  - بوزولو ، المعروفة من القرن الحادي عشر. تحتوي على جداريات جوزيبي بيزولي وأوغسطس واليس .
  - باربيالا ، مملوكة في العصور الوسطى من قبل الجادولينيون وعائلات ديلا غيرارديسكا ، ثم من قبل أساقفة فولتيرا ، وبلدية سان ميناتو ، وجمهورية فلورنسا وجمهورية بيزا .
  - Castelfafi ، يُزعم أن اللومبارديين أسسوها في القرن الثامن. كانت في حيازة ديلا غيرارديسكا ثم أساقفة فولتيرا. في وقت لاحق تم الحصول عليها من قبل Caetani. في عام 1554 تم نهبها من قبل قوات بييرو ستروتسي .
  - توندا
  - الصغيرة
  - Scopeto
  - سانتو ستيفانو

## طبيعة
وجمعية حماية الحصان الإيطالية (IHP) لديها قاعدتها الرئيسية في فراتسيوني مونتايون من فيليكاجا.

## روابط خارجية
- الموقع الرسمي
- www.montaione.net